# Заремба, Сигизмунд Владиславович
Сигизму́нд Владисла́вович Заре́мба (30 мая (11 июня) 1861 — 14 (27) ноября 1915) — русский композитор, пианист, музыкально-общественный деятель польского происхождения. Сын Владислава Зарембы. С 1896 по 1901 был директором Воронежского отделения Русского музыкального общества, руководителем симфонических и камерных оркестров (выступал и как дирижёр, и как исполнитель — виолончелист в квартетах).
Его композиции отличаются естественностью и мелодичностью. Он написал сюиту для струнного оркестра, славянскую пляску, полонез для большого оркестра, фортепьянные пьесы, романсы.